# Graslitz (Gemeinde Teufenbach-Katsch)
Graslitz ist eine Rotte
im östlichen Teil der früheren Gemeinde und aktuellen Katastralgemeinde Frojach der Gemeinde Teufenbach-Katsch im Bezirk Murau in der Steiermark.
Die Rotte liegt im oberen Murtal an der Alten Landstraße zwischen den Ortschaften Frojach im Westen und Teufenbach im Osten und weist 13 Hausnummern auf.